# Ludo Giesberts
Ludo Giesberts (Turnhout, 3 januari 1965) is een Belgisch voormalig wielrenner. Giesberts is voornamelijk bekend als de renner die een recordaantal zeges haalde. Hij won in totaal 534 wedstrijden, tien meer dan Eddy Merckx. Giesberts, een "koning van de kermiskoersen" behaalde echter slechts 27 zeges in de 7 jaar dat hij als profrenner actief was.

## Belangrijkste overwinningen
- Belsele (1986)
- Haasdonk (1986)
- Ster van Brabant, 3e rit (1986)
- Tour de la Haute-Sambre (1987)
- Vichte (1987)
- Wachtebeke (1987)
- Arendonk (1988)
- Hannut (1988)
- Wachtebeke (1988)
- Arendonk (1989)
- Buggenhout (1989)
- Mere (1989)
- Ruddervoorde (1989)
- Zwevegem (1989)
- Beveren-Waas (1990)
- Bredene (1990)
- Brussel-Ingooigem (1990)
- Heverlee (1990)
- Oosterzele (1990)
- Zwevegem (1990)
- Nationale Sluitingsprijs Putte-Kapellen (1990)
- Aartrijke (1991)
- Bellegem (1991)
- Dentergem (1991)
- GP Stad Vilvoorde (1991)
- Hannut (1991)
- Omloop Wase Scheldeboorden (1992)
- Putte - Mechelen (1992)

## Resultaten in voornaamste wedstrijden
| Jaar | Ronde van Italië | Ronde van Frankrijk | Ronde van Spanje |
| ---- | ---------------- | ------------------- | ---------------- |
| 1986 | opgave           |                     |                  |